# Detoxificatie Kliniek
De Detoxificatie Kliniek is een medisch centrum in Paramaribo, Suriname, dat zich richt op de behandeling van verslaafden. Verslavingen die er behandeld worden, zijn aan het drinken van koffie of alcohol, het roken van tabak, cannabis, cocaïne of crack, en het spuiten van amfetamine, cocaïne of heroïne.
De kliniek werd in 2007 geopend en was in de eerste vijf jaar alleen gericht op mannen. In 2012 werd ook een vrouwenafdeling geopend. De mannenafdeling was eerder geopend omdat de verslavingsproblematiek bij die doelgroep groter is. Het idee voor de kliniek is afkomstig van de psychiater Eddy Joemmankhan. Het is de enige detoxkliniek van de overheid. De kliniek is eigendom van het Psychiatrisch Centrum Suriname (PCS), dat vestigingen heeft in meerdere plaatsen in Suriname.